# Солодка Балка
Солодка Ба́лка —  село в Україні, у Токмацькій міській громаді Пологівського району Запорізької області. Населення становить 193 осіб. До 2020 орган місцевого самоврядування - Новопрокопівська сільська рада.

## Географія
Село Солодка Балка знаходиться на відстані 1 км від села Ільченкове. По селу протікає пересихаючий струмок з загатою. Через село проходить автомобільна дорога Т 0408.

## Історія
- 1869 — дата заснування не достовірна. Згідно із сімейних архивів колишніх мешканців села є інформація про осіб, про яких достеменно відомо, що вони народилися в Солодкій Балці у 1830-х роках.
- 12 червня 2020 року, відповідно до розпорядження Кабінету Міністрів України № 713-р «Про визначення адміністративних центрів та затвердження територій територіальних громад Запорізької області», увійшло до складу Токмацької міської громади[1].
- 19 липня 2020 року, у результаті адміністративно-територіальної реформи та ліквідації Токмацького району, село увійшло до складу Пологівського району[2].

### Російське вторгнення в Україну (з 2022)
- Початок Березня 2022 року - в ході російського вторгнення в Україну село опиняється під тимчасовою окупацією російськими військами.
- 2 липня 2023 року - в районі села Збройні Сили України влучним точковим ударом високомобільною артилерійською ракетною системою M142 HIMARS знищили реактивну систему залпового вогню "Град" ЗС РФ.

## Населення

### Мова
Розподіл населення за рідною мовою за даними перепису 2001 року:
| Мова       | Кількість | Відсоток |
| ---------- | --------- | -------- |
| українська | 172       | 89.12%   |
| російська  | 21        | 10.88%   |
| Усього     | 193       | 100%     |